# Leucospis bakeri
Leucospis bakeri är en stekelart som beskrevs av Crawford 1915. Leucospis bakeri ingår i släktet Leucospis och familjen Leucospidae. Inga underarter finns listade i Catalogue of Life.